# Aleksandr Amfiteatrov
Alexander Valentinovitj Amfiteatrov, född 26 december 1862 och död 26 februari 1938, var en rysk tidningsman och författare.
Amfiteatrov har utgett en serie skisser, som kvickt och ytligt skildrar ryskt borgerligt liv på 1880- och 1890-talen. Han offentliggjorde 1902 i sin tidning Rossija novellen Familjen Obmanov, där det anspelades på kejsarhusets medlemmar. På grund av detta förvisades han till Sibirien, varifrån han efter några år benådad fick återvända. Revolutionsåren 1905-06 utgav Amfiteatrov en radikal tidning, Röda fanan, återkom 1917 till Ryssland, men lämnade landet åter 1920, då han inte kunde förlika sig med den bolsjevikiska regimen. Han bodde därefter i Levanto, Italien.